# Márcio Santos
Márcio Roberto dos Santos (São Paulo, 15 de setembro de 1969) é um ex-futebolista brasileiro que atuava como zagueiro.

## Carreira

### Início
Em 1987, aos 18 anos, o zagueiro deu os seus primeiros passos pelo Grêmio Esportivo Novorizontino, clube que defendeu por três temporadas, nas quais disputou a Série B e foi vice-campeão paulista em 1990.

### Internacional e Botafogo
Em franca evolução, chamou a atenção e foi contratado pelo Internacional. Nos tempos de Inter, o zagueiro foi campeão gaúcho e ganhou a Bola de Prata da revista Placar como melhor zagueiro do Campeonato Brasileiro de 1991.
O destaque no clube gaúcho despertou a atenção do Bordeaux, da França. No entanto, como o time estava no meio da temporada francesa, ele acabou sendo emprestado para o Botafogo. Pelo alvinegro, Márcio Santos chegou até a final do Campeonato Brasileiro de 1992, onde foi vice-campeão.

### Bordeaux
Então campeão da segunda divisão do Campeonato Francês (Ligue 2), o Bordeaux tinha um time modesto, mas competitivo. Em sua temporada de estreia, Márcio Santos ajudou os girondinos a terminarem o ano com a defesa menos vazada, a quarta posição na Ligue 1, além de conseguirem uma vaga para a Copa da UEFA. Por conta das boas atuações, o brasileiro foi escolhido como um dos melhores estrangeiros no país.
Na temporada seguinte, 1993–94, a equipe de Bordéus teve uma defesa menos sólida, mas repetiu a dose em termos de resultados no campeonato. Márcio sofreu com algumas lesões, mas foi um dos destaques do time ao lado do lateral-esquerdo Bixente Lizarazu, do atacante Christophe Dugarry, e dos meias Richard Witschge e Zinédine Zidane.
O treinador Carlos Alberto Parreira, então, confirmou o zagueiro na lista de convocados da Seleção Brasileira para a Copa do Mundo FIFA de 1994, realizada nos Estados Unidos.

### Fiorentina
Campeão mundial com o Brasil e eleito para a seleção da Copa, Márcio entrou para o rol dos melhores zagueiros do mundo, o que naturalmente chamou a atenção de clubes maiores da Europa. Dez dias após o final da Copa, foi adquirido pela Fiorentina, que voltava à Serie A depois de um ano na segunda divisão. Contratado pela equipe de Florença, ele teria a chance de jogar no campeonato de futebol mais badalado da época, o Campeonato Italiano.
Na impossibilidade de fechar com Lilian Thuram, cuja saída do Monaco foi vetada pelo técnico Arsène Wenger, a equipe de Florença buscou a qualidade técnica e a força física do jovem brasileiro, que tinha atributos importantes para se firmar na Itália.
Durante a campanha da Fiorentina de Claudio Ranieri, o destaque ficou por conta do centroavante argentino Gabriel Batistuta, que anotou 26 gols dos 61 da equipe e terminou a Serie A de 1994–95 na artilharia do campeonato. A defesa violeta, por sua vez, foi uma protagonista às avessas: sofreu 57 gols e foi a terceira mais vazada da competição. Márcio Santos sucumbiu juntamente ao setor, já que foi titular em toda a campanha, atuando em 32 das 34 rodadas do certame, além de disputar as seis partidas dos gigliati na Copa da Itália. Um dos poucos motivos que teve para celebrar foi não estar em campo na vexatória derrota por 8 a 2 para a Lazio de Zdeněk Zeman.
Perguntado sobre o porquê de não ter dado certo na Itália, Márcio elogiou a Serie A, que definiu como o mais difícil do mundo, mas não teve meias palavras para avaliar a qualidade do elenco da Fiorentina:
| “ | Eu ficava de boca aberta com a cobrança. O time tinha acabado de subir da Serie B e eles não contrataram ninguém, apenas eu e o Rui Costa. O Batistuta era o único craque do time. Aquela equipe era muito ruim. | ” |

De fato, aquela Fiorentina não era tão brilhante. Mas tinha um elenco condizente para terminar a temporada no meio da tabela, como aconteceu: os toscanos terminaram o Campeonato Italiano na 10º posição, a cinco e sete pontos de uma vaga na Copa da UEFA e da zona de rebaixamento, respectivamente. Porém, um time que tinha o próprio Márcio, além de jogadores como Francesco Toldo, Rui Costa e Batistuta, não poderia ser taxada como “muito ruim”. Inclusive, grande parte da espinha dorsal da equipe permaneceu para a temporada seguinte, onde terminou a Serie A na terceira colocação.
Depois da desilusão, Márcio não deu prosseguimento à vida em Florença. O zagueiro chegou a ser especulado como substituto de Ronald Koeman no Barcelona e demonstrou interesse de se mudar para o futebol espanhol, mas acabou mesmo rumando à Holanda.

### Ajax
Contratado sob badalação, teve ótimo início em seus primeiros jogos pelo clube de Amsterdã, sendo muito elogiado pela imprensa local, até sentir uma contusão em um amistoso pelo Brasil, em outubro de 1995, ficando de fora do time durante seis meses.
Após sua volta, não conseguiu se firmar na equipe titular, além de problemas de relacionamento com o técnico Louis van Gaal.
Em seu último jogo pelo Ajax, foi expulso com apenas 17 segundos de jogo, após perder o tempo de uma bola recebida e puxar um jogador do PSV que saía na cara do gol.

### Atlético Mineiro e São Paulo
Deixou o Ajax e voltou ao Brasil, onde foi emprestado ao Atlético Mineiro no início do ano de 1997. Após curta passagem por Minas Gerais, continuou no Brasil e foi contratado pelo São Paulo (time de sua infância). No Morumbi, voltou a grande forma durante o Campeonato Paulista de 1998, período em que retornou a Seleção Brasileira.
A boa fase continuou até a chegada do treinador Paulo César Carpegiani, em 1999. Desentendimentos entre os dois fizeram com que ele fosse afastado do time, sendo dispensado após o Campeonato Brasileiro de 1999.

### Santos
Após sua saída do São Paulo, acertou contrato com o Santos. Porém, seu início não foi dos melhores; as falhas em alguns jogos e as contusões atrapalharam sua vida na Vila Belmiro. Durante esse período perdeu a vaga no time titular, o que acarretou em um conturbado relacionamento com o técnico Giba, que o afastou da equipe após declarações públicas de insatisfação. Pouco tempo depois, o zagueiro tetracampeão do mundo acabou sendo dispensado do clube. Atrasos salariais também contribuíram para sua saída.
Márcio Santos ainda atuou por Shandong Luneng (China), Al-Arabi (Catar), entre outros, encerrando sua carreira na Portuguesa Santista.

## Seleção Nacional
Estreou pela Seleção Brasileira em 1990, ainda como jogador do Novorizontino, na primeira convocação do treinador Paulo Roberto Falcão. Estreou numa derrota de 3–0 para a Espanha, em amistoso.
Convocado para a Copa América de 1991, foi reserva nos três primeiros jogos na competição até tomar a posição de Wilson Gottardo, após derrota para a Colômbia, passando a formar a dupla titular com Ricardo Rocha. Depois do vice-campeonato e da demissão de Falcão, Márcio perdeu espaço com Carlos Alberto Parreira e demorou a ter sequência com a amarelinha.
Sob o comando de Parreira, foi convocado novamente para alguns amistosos e para a US Cup de 1993. Não disputou a Copa América daquele ano, mas foi titular nos primeiros cinco jogos das Eliminatórias.

### Copa do Mundo de 1994
Márcio Santos foi convocado para a Copa do Mundo FIFA de 1994 na reserva do experiente Ricardo Gomes, mas herdou o posto de titular após o zagueiro do Paris Saint-Germain ser cortado às vésperas do jogo de estreia na competição.
Apesar de novo (24 anos) em seu primeiro mundial, além da desconfiança de muitos comentaristas esportivos, Márcio fez uma Copa surpreendentemente boa, formando uma grande dupla de zaga com Aldair. O ápice individual na competição aconteceu no segundo jogo, contra Camarões, partida em que marcou um gol de cabeça na vitória por 3–0.
Chegando à final, a Seleção Brasileira terminou a partida empatada em 0–0 contra a Itália. Nas cobranças de pênalti, Márcio foi o primeiro cobrador dos cinco batedores do Brasil. Apesar de ser o jogador com melhor índice de aproveitamento nos treinos, o zagueiro perdeu sua cobrança, defendida por Gianluca Pagliuca. Em entrevista posterior, ele alegou que acabou mudando o canto que batia na hora, facilitando a defesa para o goleiro italiano. No entanto, o Brasil sagrou-se campeão.
Seguro e preciso nos desarmes, Márcio Santos foi eleito para o time da Copa como um dos melhores zagueiros do mundial, além do tetracampeonato.

### Era Zagallo
Repetiria a dupla com Aldair, dessa vez sob o comando de Zagallo, durante a conquista da Copa Umbro de 1995 e em alguns amistosos. Porém, perderia espaço para a concorrência nos anos seguintes por conta de contusões.
Em 1997, foi reserva no Torneio da França e na conquista da Copa América, após perder a vaga de titular por uma falha na derrota de 4–2 para a Noruega, em um amistoso naquele ano. Esse acabou sendo seu último jogo pela Seleção.
Mesmo assim, e para a surpresa de todos, acabou sendo convocado para a Copa do Mundo FIFA de 1998, realizada na França. No entanto, faltando apenas um mês para o Mundial, foi cortado devido a uma lesão sofrida na final do Campeonato Paulista. Para seu lugar, André Cruz, do Milan, foi convocado.

## Estilo de jogo
Fisicamente forte e habilidoso no jogo aéreo, era um zagueiro acostumado a encontrar o caminho para o gol.

## Pós-aposentadoria
No dia 19 de abril de 2008, sofreu um acidente vascular cerebral e foi internado em Balneário Camboriú, em Santa Catarina. Sem sequelas graves, deixou o hospital cinco dias depois.
Foi coordenador de futebol do Santos entre outubro de 2020 e janeiro de 2021.

## Títulos
Internacional
- Campeonato Gaúcho: 1991

Ajax
- Eredivisie: 1995–96

São Paulo
- Campeonato Paulista: 1998

Gama
- Campeonato Brasiliense: 2001

Seleção Brasileira
- Copa do Mundo FIFA: 1994
- Copa América: 1997